# Thysanopyga submarginata
Thysanopyga submarginata är en fjärilsart som beskrevs av William Schaus 1911. Thysanopyga submarginata ingår i släktet Thysanopyga och familjen mätare. Inga underarter finns listade i Catalogue of Life.